# 아이비젼웍스
주식회사 아이비젼웍스(I Vision Works)는 대한민국의 배터리 검사시스템 기업이다.

## 역사
2025년 산업통상자원부와 한국산업기술기획평가원이 주관하는 ‘AI 팩토리 전문기업’으로 선정됐다

## 같이 보기
- 나인테크